# Generation 27
Generation 27 (Generación del 27 på spanska) var en inflytelserik generation av spanska poeter som framträdde mellan åren 1923 och 1927. Grupperingen uppstod 1927 i Sevilla vid 300-årsminnet av barockpoeten Luis de Góngoras död.
Till grupperingen hörde huvudsakligen de tio författarna Rafael Alberti, Vicente Aleixandre, Dámaso Alonso, Manuel Altolaguirre, Luis Cernuda, Gerardo Diego, Federico García Lorca, Jorge Guillén, Emilio Prados och Pedro Salinas. De var inbördes olika som diktare men delade ett intresse att förena folklig diktning och klassiska litterära traditioner med avantgardistisk poesi. Författarnas poesi karakteriserades av ett framträdande bildspråk och fria versformer. 
Även många andra författare anslöt till gruppen, bland andra Miguel Hernández, men den var inte enbart begränsad till litteratur. I kretsen kring Generation 27 fanns också Luis Buñuel, surrealistiska konstnärer som Salvador Dali och Oscar Dominguez samt flera musiker och kompositörer. Även poeter utanför Spanien som chilenaren Pablo Neruda och argentinaren Jorge Luis Borges delade mycket av Generation 27-författarnas estetik.
Generation 27 betraktas som den andra guldåldern i spansk litteratur efter barocken, men spanska inbördeskriget kom att splittra rörelsen. Lorca mördades, Miguel Hernández dog i fängelse och de flesta andra tvingades i landsflykt. Några av Generation 27-poeterna gick i inre exil i Spanien, bland dem Vicente Aleixandre som sedermera tilldelades Nobelpriset i litteratur.
Generation 27-poeterna har tolkats till svenska av Anders Cullhed i boken Generation 27!.